# Psalydolytta substrigata
Psalydolytta substrigata es una especie de coleóptero de la familia Meloidae.

## Distribución geográfica
Habita en Costa de Marfil, Camerún, Nigeria y  Senegal.